# Thiên Dương
Thiên Dương  (tiếng Trung: 千陽縣, Hán Việt: Thiên Dương huyện) là một huyện thuộc địa cấp thị Bảo Kê (宝鸡市), tỉnh Thiểm Tây, Cộng hòa Nhân dân Trung Hoa. Nguyên huyện này có tên là "汧阳", năm 1986 đổi tên thành Thiên Dương. Huyện này có diện tích 959 km2, dân số năm 2002 là 130.000 người. Huyện Thiên Dương được chia thành các đơn vị hành chính gồm 1 trấn và 12 hương.